# Timothy Webster
Pour les articles homonymes, voir Webster.
Timothy Webster (12 mars 1822 – 29 avril 1862) est un espion agissant pour le compte de l'Union durant la guerre de Sécession. Il est le premier espion de la guerre de Sécession à être exécuté.